# Saint-Vincent (Pirenei Atlantici)
Saint-Vincent è un comune francese di 393 abitanti situato nel dipartimento dei Pirenei Atlantici nella regione della Nuova Aquitania.

## Società

### Evoluzione demografica
Abitanti censiti